# Diane Copenhagen
Diane Elizabeth Copenhagen (Mountain View, 28 giugno 1986) è una pallavolista statunitense.
Gioca nel ruolo di schiacciatrice e opposto.

## Carriera
La carriera di Diane Copenhagen inizia con la squadra della sua scuola superiore, la St. Francis High; in questo periodo gioca anche nella nazionale statunitense Under-18, vincendo la medaglia d'oro al campionato nordamericano 2002. Gioca poi nella formazione della sua università, la University of Southern California, prendendo parte alla NCAA Division I dal 2004 al 2007 e raggiungendo due volte la Final Four, durante il suo freshman year ed il suo senior year.
Dopo un anno di inattività inizia la carriera professionistica, giocando nella seconda parte della stagione 2008-09 per il Volleybalclub Weert, squadra della A-League neerlandese; resta sempre nello stesso campionato, ma cambia squadra nella stagione successiva, giocando per il Pollux.
Dopo essere stata per un'annata nella Ligue A francese col Gazélec Béziers Volley-Ball, nel campionato 2011-12 firma con l'Avtodor-Metar, ma già nel mese di ottobre lascia il club, andando poi a giocare nella Liga de Voleibol Superior Femenino con le Gigantes de Carolina nell'edizione 2012.
Nel campionato 2012-13 cambia ancora una volta club, ingaggiata questa volta dall'Ereğli Belediye Spor Kulübü, squadra militante nella Voleybol 1. Ligi turca, mentre nella stagione 2013-14 gioca per il Fujian Nuzi Paiqiu Dui, nella Volleyball League cinese; al termine degli impegni col club cinese torna a giocare nella Liga de Voleibol Superior Femenino, disputando il campionato 2014 con le Indias de Mayagüez.
In seguito torna in Turchia, giocando nella serie cadetta col Salihli Belediyesi Gençlik ve Spor Kulübü di Manisa, aiutando il suo club ad ottenere la promozione in massima serie. Nella stagione 2016 ritorna a Porto Rico, questa volta difendendo i colori delle Criollas de Caguas, con le quali si aggiudica lo scudetto.

## Palmarès

### Club
- Campionato portoricano: 1

2016

### Nazionale (competizioni minori)
- Campionato nordaemericano Under-18 2002

### Premi individuali
- 2007 - Division I NCAA statunitense: Gainesville Regional All-Tournament Team